# Tower Bridge
A Tower Bridge (vagy Tower híd) közúti híd a Temze fölött, London északi és déli felét köti össze. Neogótikus tornyai és a köztük található felnyitható hídszakasz tette különlegessé, napjainkra London szimbólumává vált.

## Története

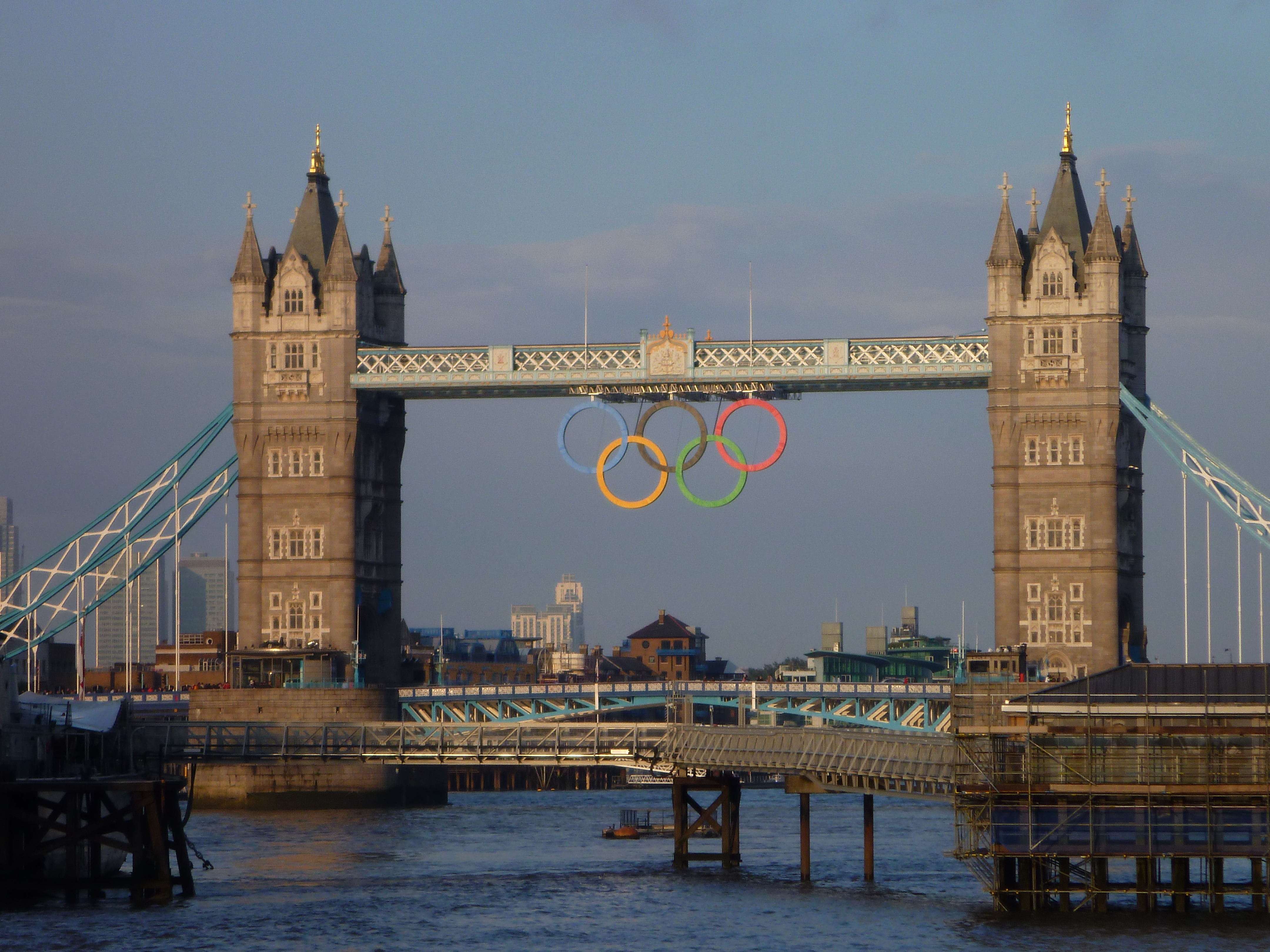
Az olimpiai lázban égő Londonban már a Tower híd is ötkarikás lett

A 19. század végén szükségessé vált Londonban egy újabb közlekedési kapcsolat létesítése a Temze felett, mely a megépült hidaknál keletebbre, a tengerhez közelebb helyezkedik el. London számára a tengeri kapcsolat azonban a városon belülinél is fontosabb volt, így a parlament előírta, hogy a hídnak biztosítania kell a legnagyobb tengeri hajók áthaladásának lehetőségét is. Ez az előírás vezetett a felnyitható középső nyíláshoz, ahol a középső nyílást egy kétszárnyú billenőhíd alkotja. Nevét a közelben található londoni Towerről kapta, megjelenését is hozzá kellett igazítani, így jöttek létre a ma is látható stílusú tornyok. Építését 1886-ban kezdték el és 1894-ben fejezték be. 1894-ben döntöttek Párizsban az ókori olimpiai játékok felújításáról és az újkori olimpiák történetében London az egyetlen város, amely 1908 és 1948 után 2012-ben harmadszor is otthont adhat a világ legrangosabb sporteseményének, s ennek során már a Tower hídra is felkerült az öt földrész egységét jelképező ötkarikás szimbólum. 

## Szerkezete

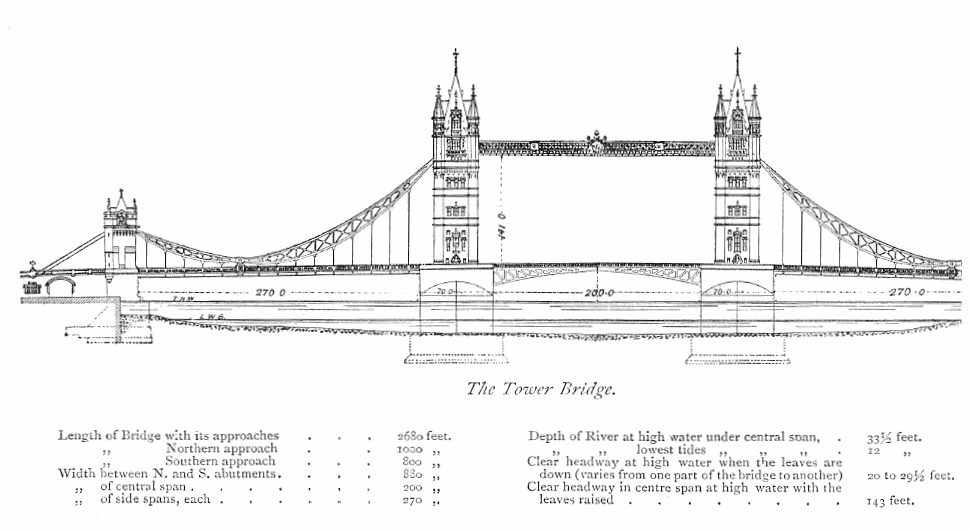

A középső felnyitható nyílás billenthető szárnyait, pályaszakaszait a tornyok alsó részében elhelyezett hidraulikus gépezet mozgatta. 360 LE teljesítményű gőzgéppel hajtott vízszivattyú hidraulikus akkumulátorokat töltött fel, melyben a mintegy 50 bar nyomást nehéz súlyok tartották fenn. Az akkumulátorokban tárolt nagynyomású víz a híd kinyitásához biztosította a munkahengereken keresztül a gyors működtetést. A berendezést 1976-ban elektromos meghajtású olajhidraulikára cseréltek. A torony acélszerkezetű váza a híd funkcionális követelményein kívül a megjelenését meghatározó külső kőburkolat viselésére is hivatott. A két tornyot a vízszint felett 42-44 méter magasságban egy-egy gyaloghíd is összeköti, amik a teherhordó szerkezeti funkció mellett lehetővé teszik, hogy a gyalogosok akkor is átjuthassanak a hídon, amikor az éppen felnyitott állapotban van. A szélső, nagyobb nyílások rácsos tartóra függesztett pályaszakaszok, korabeli viktoriánus stílusban. A középső nyílást 9 métert meghaladó magasságú hajók számára díjmentesen nyitják fel (ehhez előzetesen legalább 24 órával kell ezt kérelmezni), a nyitások időpontjai nyilvánosan elérhetőek.

## Panorámaképe

Londoni panorámakép – naplemente a Temze fölött, középen a Tower Bridge

## Kritikája
Megjelenését építése idején és a későbbiekben is sokat kritizálták. A masszív kőburkolatú tornyokat, a függesztő láncokat utánzó sarló alakú rácsos tartót többször próbálták lecseréltetni a kornak megfelelő karcsú, modern anyagokat használó szerkezetre, de ezek a próbálkozások nem jártak sikerrel, és az 1980-as években a hidat végül műemlékké nyilvánították.

## A Tower Bridge felnyitásától a Londoni Olimpia megnyitásáig, majd zárásáig

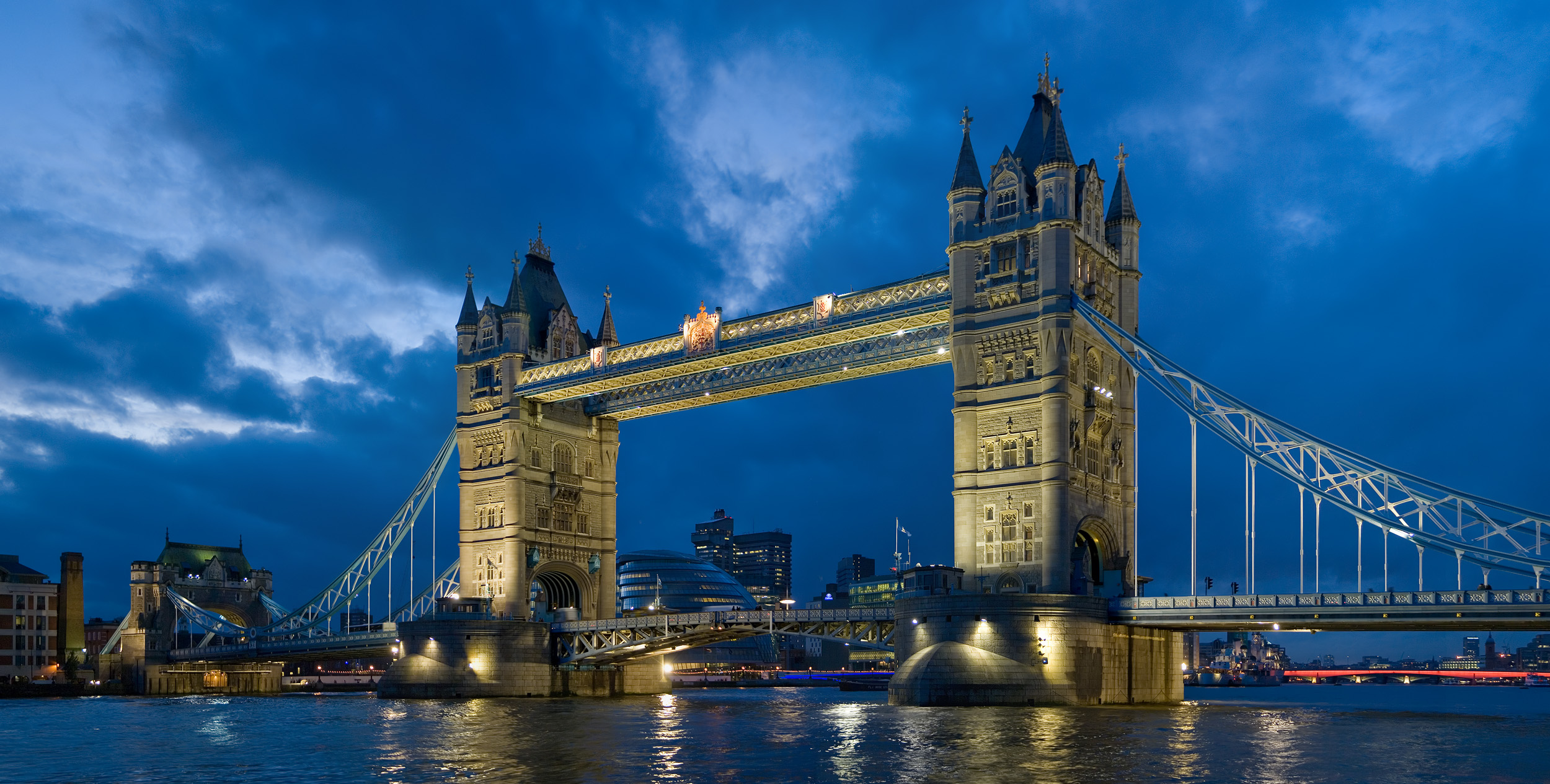
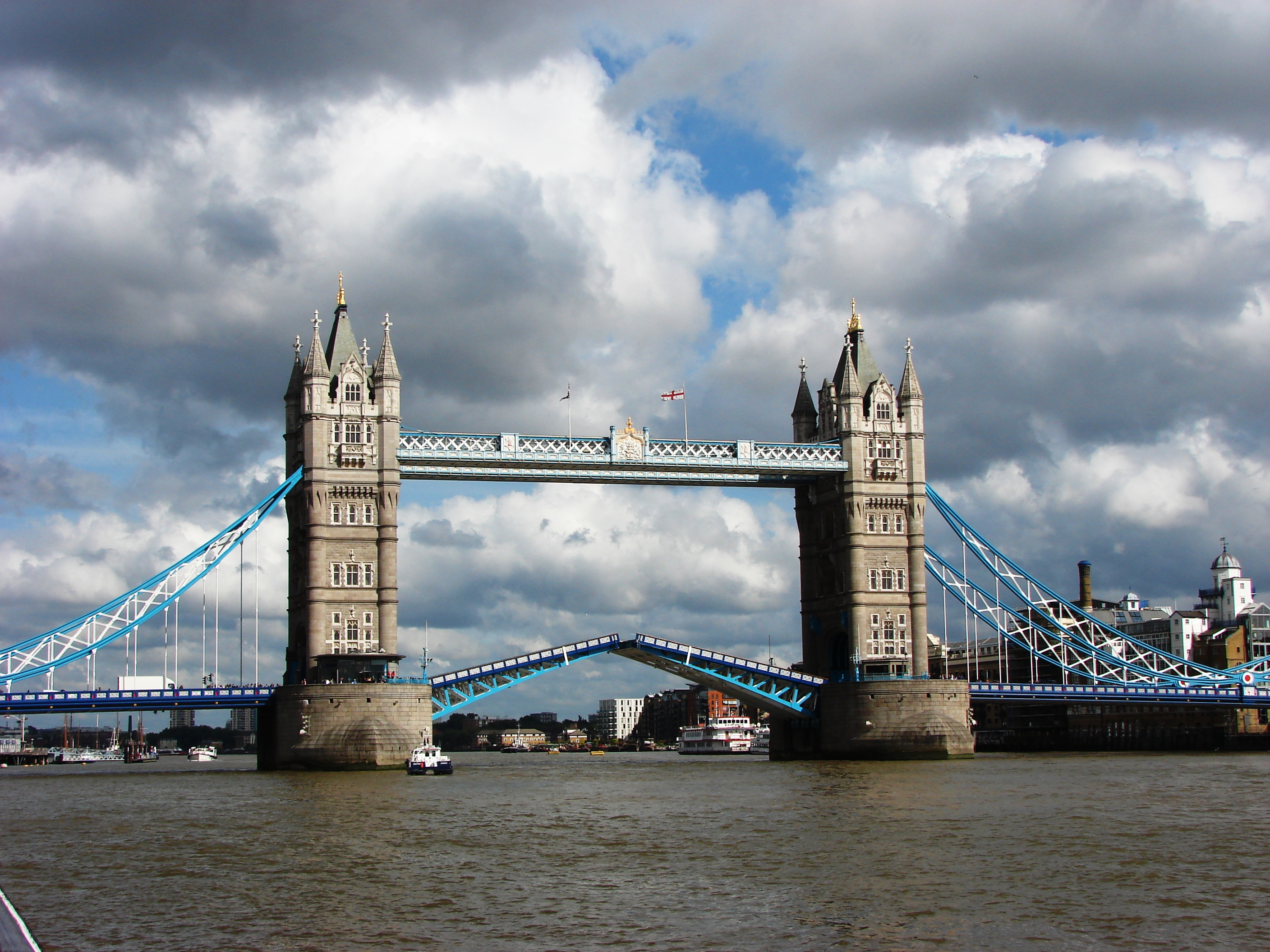
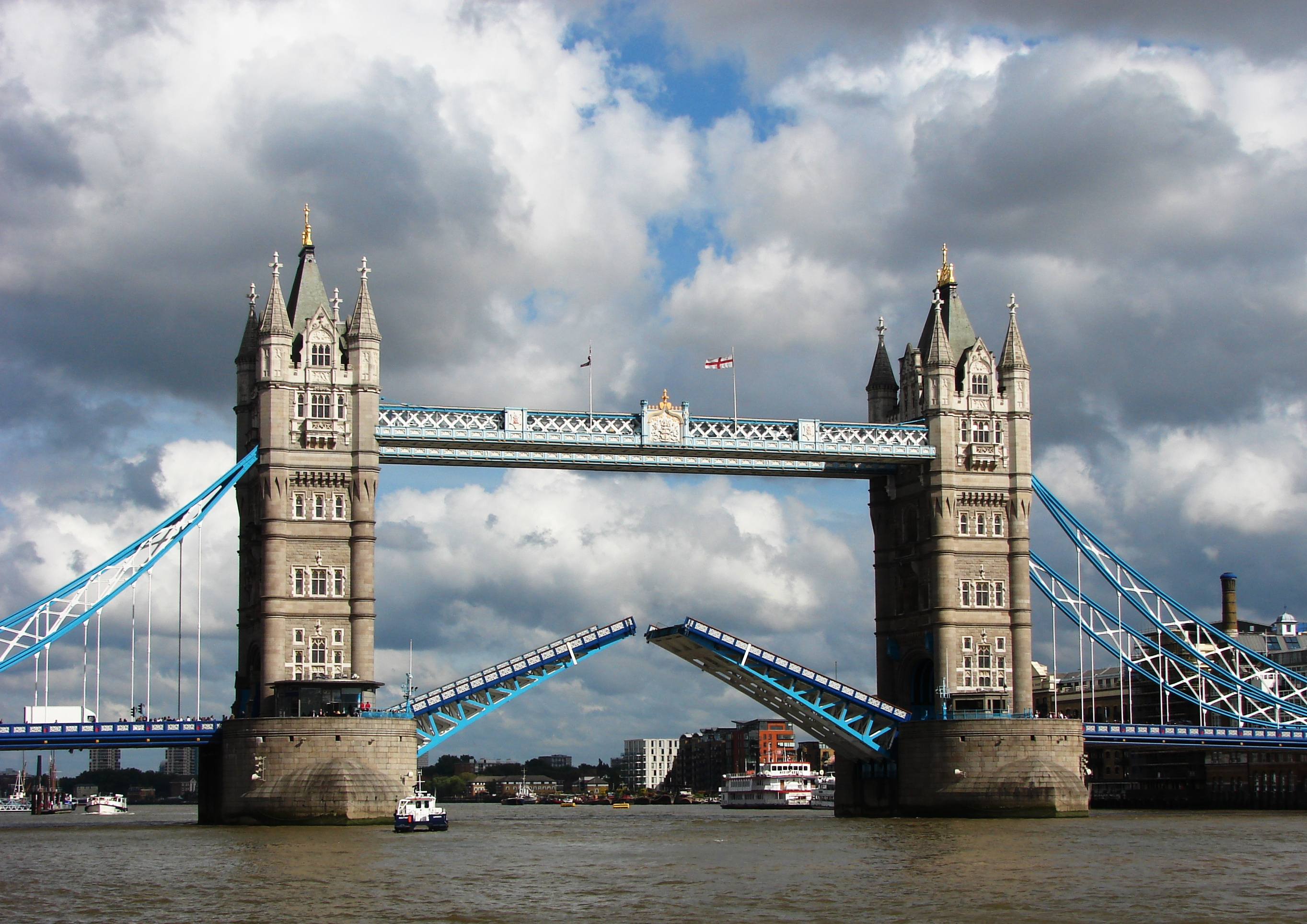
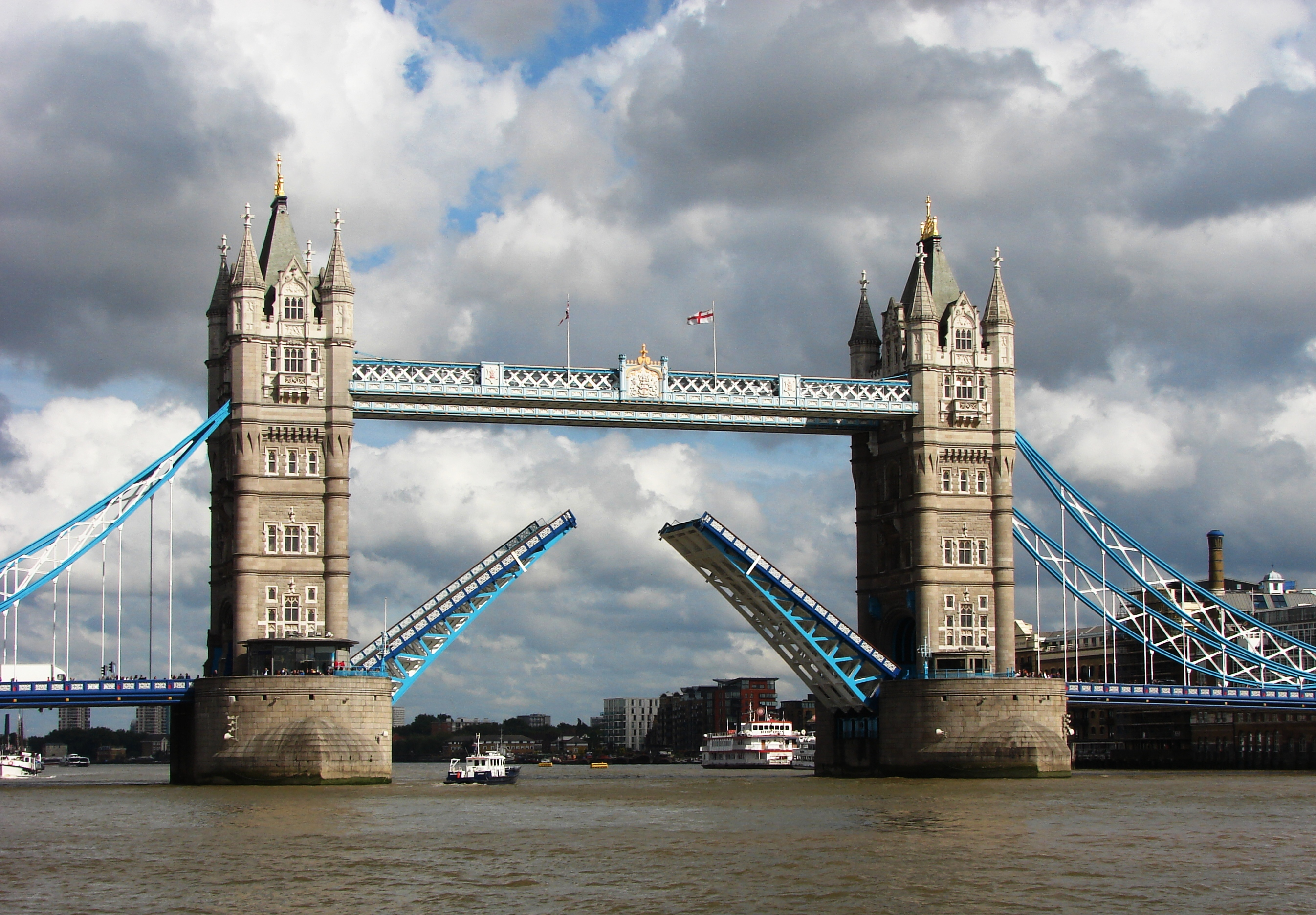
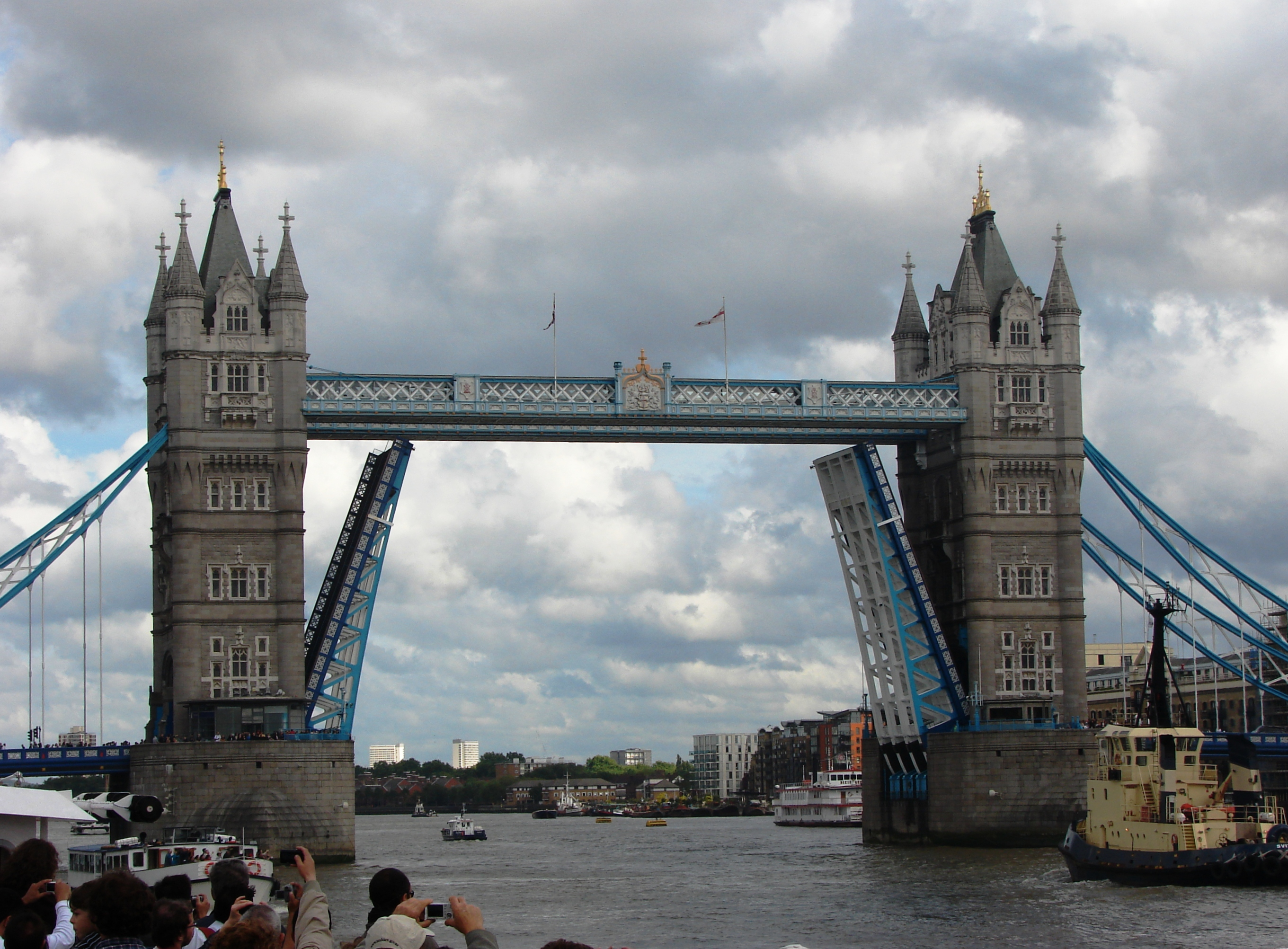
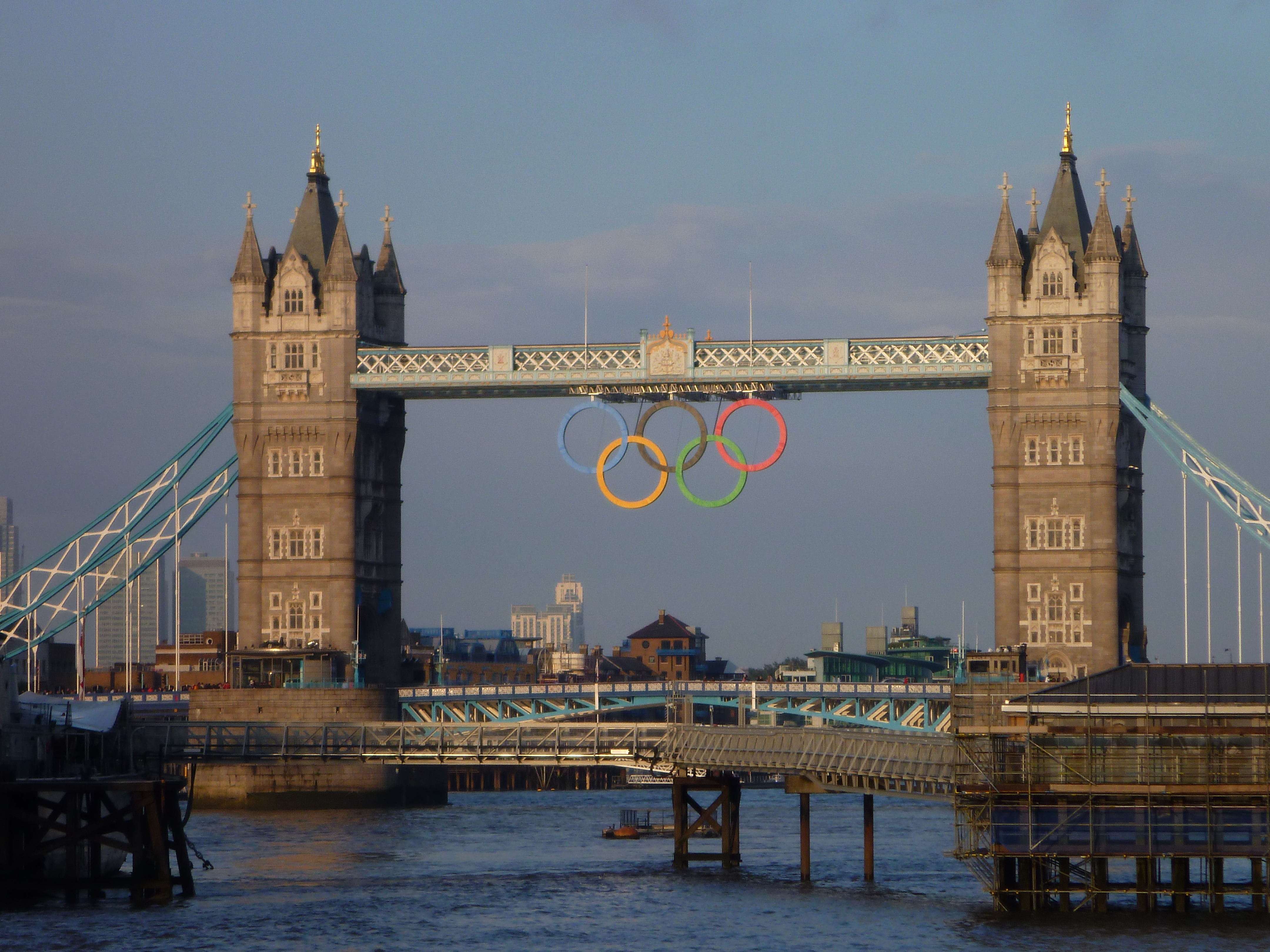